# Klepu (Keling)
Klepu is een bestuurslaag in het regentschap Japara van de provincie Midden-Java, Indonesië. Klepu telt 3729 inwoners (volkstelling 2010).